# Rolls-Royce BR700

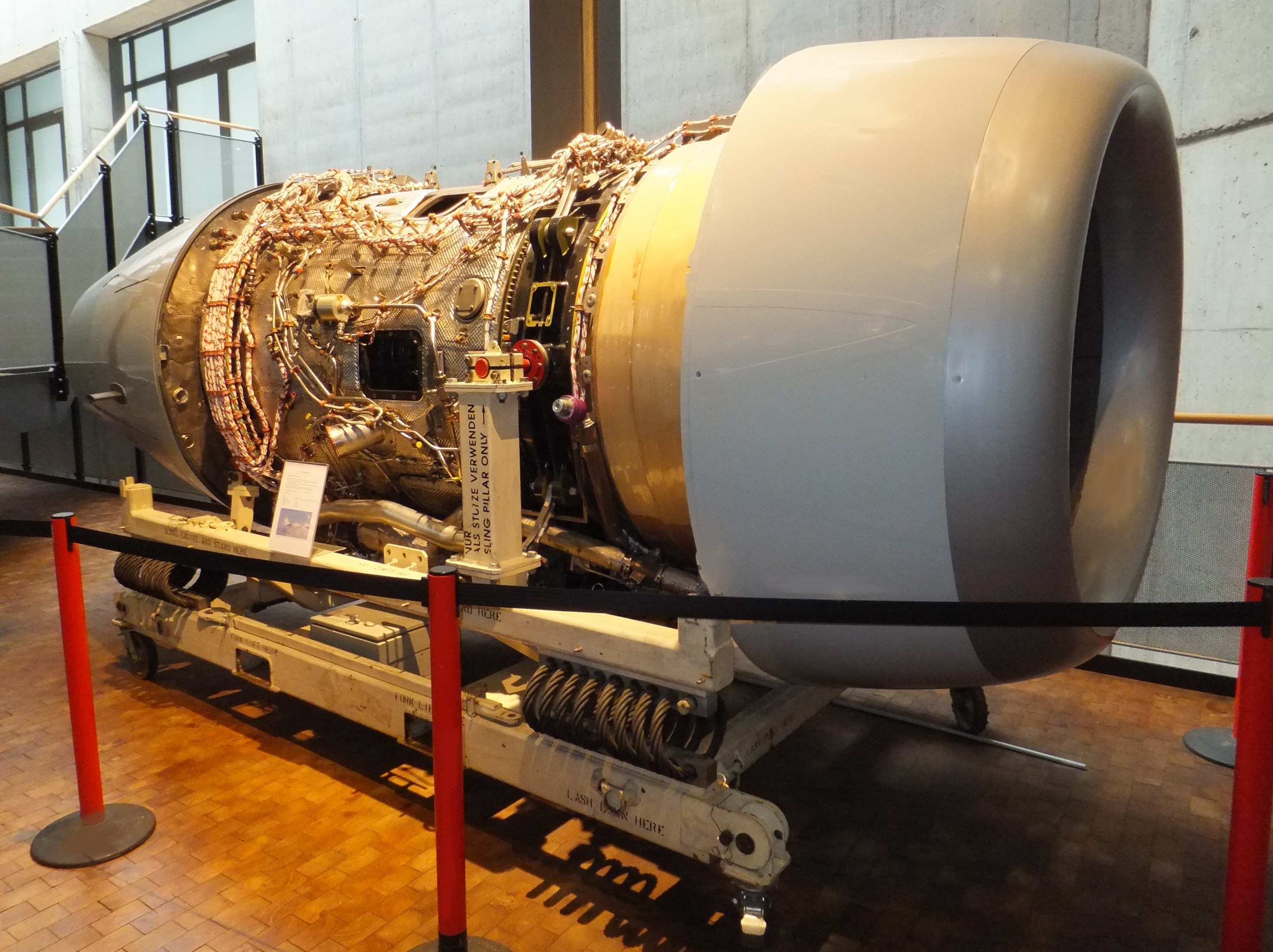
Rolls-Royce BR700.

Les réacteurs Rolls-Royce BR700 font partie de la gamme moyenne puissance des réacteurs développés par BMW et Rolls-Royce plc à travers la coentreprise BMW Rolls-Royce et commercialisés par le motoriste britannique Rolls-Royce.
Rolls-Royce a pris le contrôle complet de la société en 2000, et la renomma Rolls-Royce Deutschland Ltd. & Co. KG.
Leur fabrication est réalisée à Dahlewitz (en)(Allemagne) qui a fusionné en 2003 avec d'autres villes pour devenir Blankenfelde-Mahlow dans l'agglomération de Berlin. 
La version militaire F130 est assemblée dans les années 2020 à Indianapolis (États-Unis) par la filiale américaine de Rolls-Royce.

## Historique
Les réacteurs BR700 sont issus d'une famille moderne de turboréacteurs à double flux à deux arbres. 
Ils se positionnent entre les turboréacteurs de la série AE, produits par la filiale américaine de Rolls-Royce (Allison Engines) et les turboréacteurs longs courriers à fort taux de dilution Trent, produits au siège historique de Derby (Angleterre).
La conception de cette série de réacteurs a débuté en 1991, sous forme de consortium réunissant Rolls-Royce et BMW Flugmotoren. En 1993, le cœur du réacteur est testé en Angleterre et le premier réacteur BR710 sortira un an plus tard des chaînes de montage de Dahlewitz.

## BR710
Le réacteur BR710 a été pensé pour équiper les avions de transport régional ainsi que les biréacteurs d'affaires très long-courriers. Il a été choisi pour équiper, entre autres, les Gulfstream V, Gulfstream V-SP, Bombardier Global Express 5000/6000, Fokker F100, mais également comme motorisation de remplacement pour les appareils de surveillance maritime BAE Nimrod MRA4 de la Royal Navy.

## BR715
Le réacteur BR715 est un agrandissement du modèle 710. Il présente une poussée plus importante par l'intermédiaire d'étages supplémentaires de turbine. Il a été choisi pour équiper le Mc-Donnell MD90 et les Boeing 717

## BR725
Le BR725 est une variante du BR710 avec une configuration trois étages sur la turbine pour être monté sur le Gulfstream G650. Le moteur a une poussée maximale de 75,6 kN.
Le BR725 a un taux de dilution de 4.4:1 et est de 4 dB plus silencieux que le BR710.
Il est composé d'un FAN de 127 cm de diamètre composé de 24 aubes en titane.
Le prototype du BR725 a été testé au printemps 2008.
La version militaire est nommée F130 et a été choisi le 24 septembre 2021 pour remotoriser la flotte de bombardiers Boeing B-52 Stratofortress.

## Pearl 15
Le Pearl 15 (nom commercial du BR710D5-21) équipe les Bombardier Global Express 5500/6500.

## Pearl 700
Le Pearl 700 est une évolution du BR725 avec une 4e turbine basse pression. Il équipe les Gulfstream G700 et Gulfstream G800.

## Pearl 10X
Le Pearl 10X doit équiper le futur Dassault Falcon 10X.

## Caractéristiques
| Données relatives à la famille BR700 | Données relatives à la famille BR700 | Données relatives à la famille BR700 | Données relatives à la famille BR700 |
| ------------------------------------ | ------------------------------------ | ------------------------------------ | ------------------------------------ |
|                                      | BR710                                | BR715                                | BR725                                |
| Poussée (kN)                         | 62,7–76,2                            | 82,1–93,2                            | 71,6 (67–76)                         |
| Taux de dilution                     | 4:1                                  | 4,55:1–4,68:1                        | 4,4:1                                |
| Masse à vide (kg)                    | 2100                                 | 2800                                 |                                      |
| Longueur totale (m)                  | 3,4                                  | 3,7                                  | 5,13                                 |
| Diamètre de soufflante (m)           | 1,22                                 | 1,47                                 | 1,27                                 |
| Étages haute pression (compresseur)  | 10                                   | 10                                   | 10                                   |
| Étages haute pression (turbine)      | 2                                    | 2                                    | 2                                    |
| Étages basse pression (turbine)      | 2                                    | 3                                    | 3                                    |
| Chambre de combustion                | annulaire - 20 bruleurs              | annulaire - 20 bruleurs              | annulaire - 20 bruleurs              |
| Certification                        | 1996                                 | 1998                                 | 2009                                 |